# Asilus albipilosus
Asilus albipilosus là một loài ruồi trong họ Asilidae. Asilus albipilosus được Macquart miêu tả năm 1846. Loài này phân bố ở vùng Tân nhiệt đới.